# Instalación deportiva

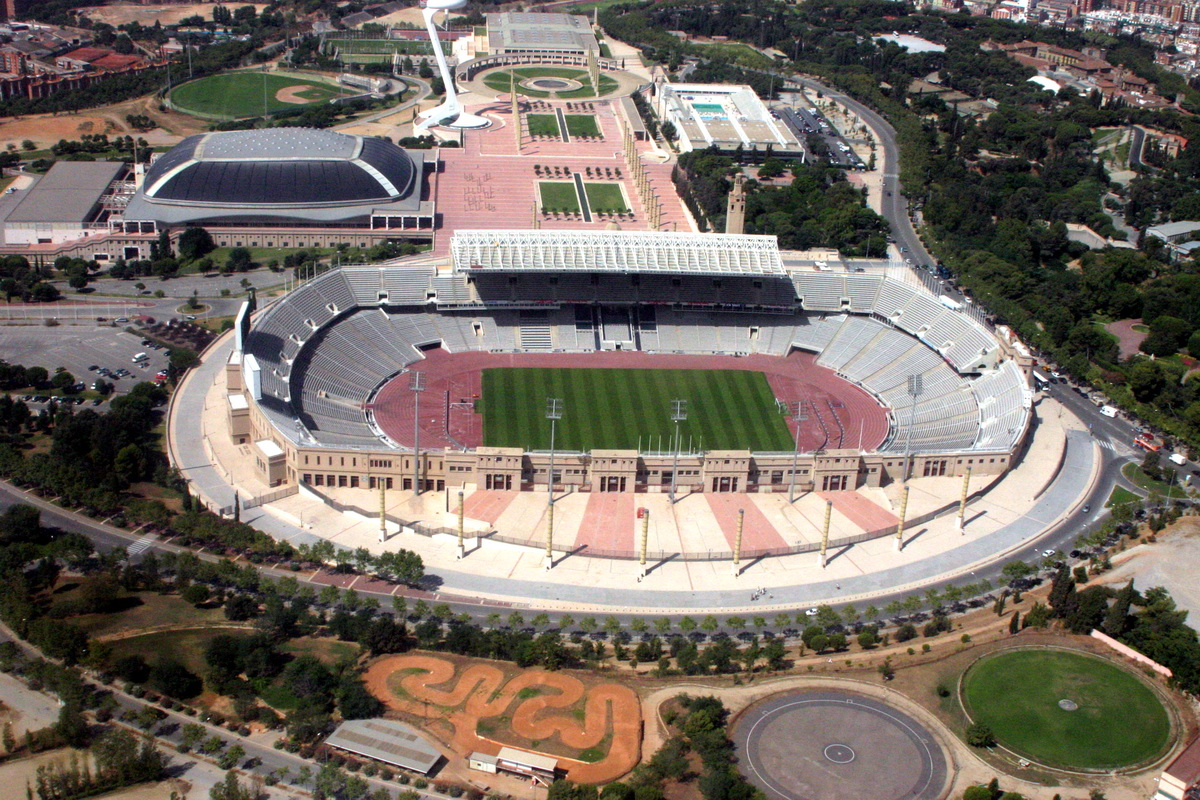
Vista aérea del Anillo Olímpico de Montjuic.

Una instalación deportiva es un recinto o una construcción provista de los medios necesarios para el aprendizaje, la práctica y la competición de uno o más deportes. Incluyen las áreas donde se realizan las actividades deportivas, los diferentes espacios complementarios y los de servicios auxiliares. Las instalaciones deportivas se componen de uno o más espacios deportivos específicos para un tipo de deporte.
Ejemplos de instalaciones deportivas son los estadios, los pabellones deportivos, velódromos, pistas de tenis, gimnasios, piscinas, canales de remo y piragüismo, marinas deportivas, estaciones de esquí, circuitos de bicicletas, campos de tiro, de hípica, de golf, etc.

## Terminología
- Espacio deportivo: es el espacio donde se desarrolla una actividad deportiva específica, por ejemplo una sala de artes marciales, la pista de carreras en un estadio de atletismo, un campo de tiro al plato o una pista de snowboard.

Una instalación deportiva puede tener un solo espacio deportivo o varios, cada uno destinado a un deporte diferente. Así, por ejemplo, un estadio de fútbol puede contener  una pista de atletismo, y albergar en el sótano un gimnasio y una sala polideportiva; en este caso se habla de una instalación deportiva con tres espacios deportivos diferentes.
- Complejo deportivo: se trata de dos o más instalaciones deportivas diferentes ubicadas en un recinto común y con fácil acceso entre cada una de sus partes; funcionan independientemente entre sí y se conocen generalmente bajo una misma denominación. El llamado Anillo Olímpico de Montjuïc, en Barcelona, es un complejo deportivo que incluye varias instalaciones: el Estadio Olímpico Lluís Companys (atletismo y fútbol), el Palau Sant Jordi (polideportivo), las Piscinas Bernat Picornell (natación), un campo de béisbol y otro de hockey hierba.

- Espacios complementarios: sirven para dar apoyo a las actividades deportivas desarrolladas en los diferentes espacios deportivos; el deporte no es realizado en estos espacios. Ejemplos: vestuarios, aseos, primeros auxilios, control antidopaje, almacenes de material deportivo, gradas, etc.

- Servicios auxiliares: no están relacionados con las actividades deportivas. Pueden ser de diversa índole: cafeterías, bares, guarderías, tiendas, servicio médico, cuartos de máquinas, de calderas, etc.

## Clasificación
Una instalación deportiva se clasifica de acuerdo a sus espacios deportivos. Estos pueden ser de tres tipos:
- Espacios deportivos convencionales: dan servicio a las prácticas deportivas más comunes, y atienden a referentes reglamentados con dimensiones normalizadas, aunque no siempre se ajustan a ellas.

- Espacios deportivos singulares: son espacios más específicos que suelen estar sujetos a unos requerimientos espaciales.

- Áreas de actividad deportiva: se distinguen por la indefinición de sus límites y por el medio natural en el que la práctica físicodeportiva tiene lugar: acuático, aéreo o terrestre.

### Espacios deportivos convencionales
Hay seis tipos de espacios convencionales:
- Campos: generalmente son de forma rectangular, al aire libre y con delimitación y marcación clara. Superan los 1500 m² de superficie. Ejemplos: campos polideportivos, de fútbol,  fútbol 7, rugby, hockey sobre hierba, béisbol, zonas de lanzamiento de atletismo.

- Espacios longitudinales: espacios en los que la actividad se realiza siguiendo un recorrido fijo y delimitado. Ejemplos: pistas de atletismo (de 200 m, 300 m o 400 m), rectas de saltos atléticos, velódromos, patinódromos.

- Pistas: son como los campos, de forma rectangular y con delimitación y marcación clara, generalmente están al aire libre, aunque las hay cubiertas (en pabellones). Su superficie es menor a 1500 m². Ejemplos: pistas polideportivas, de baloncesto, voleibol, vóley playa, tenis, bádminton, patinaje sobre ruedas, patinaje sobre hielo, hockey sobre hielo, etc.

- Pistas con pared: son como las pistas pero con una o más paredes que son necesarias para el desarrollo de la actividad deportiva. Ejemplos: pistas de frontón, squash, padel, etc.

- Salas: son espacios cubiertos de poca superficie donde se pueden realizar diferentes actividades deportivas y que no tienen los requerimientos dimensionales y de marcación de las pistas. Ejemplos: las salas de artes marciales, esgrima, gimnasia, halterofilia, etc.

- Piscinas: cuerpos cubiertos de agua para la práctica de deportes acuáticos, pueden estar al aire libre o cubiertas. Piscinas de natación (de 25 m, 33 m o 50 m), saltos, waterpolo.

### Espacios deportivos singulares
Representativos de este tipo son:
- Campos de golf: de minigolf, de 18 hoyos, de 9 hoyos.
- Campos de tiro: para tiro con arco, tiro de precisión o tiro al plato.
- Canal de regatas: para remo, piragüismo en aguas tranquilas o piragüismo en eslalon.
- Circuito de bicicleta: circuitos cerrados y carril bici.
- Circuitos de carrera a pie.
- Circuitos de motor: circuitos de velocidad (para autos o motocicletas, de motocross, de kart
- espacios de hípica: pistas de doma, de saltos, hipódromos, campos de polo, etc.
- Estaciones de esquí: para esquí de fondo, esquí alpino, snowboard, etc.
- Rocódromos
- Zonas de juegos populares o tradicionales: boleras, billares, pistas de petanca, etc.

### Áreas de actividad deportiva
Según el medio natural en el que la actividad deportiva es realizada, se distinguen tres tipos:
- Áreas de actividad acuática: zonas de barranco (ráfting, piragüismo en aguas bravas), de actividades subacuáticas, surf, vela, esquí acuático, de remo y piragüismo (en embalses, lagos o bahías), etc.
- Áreas de actividad aéreas: zonas de paracaidismo, aeromodelismo, vuelo sin motor, vuelo aerostático, parapente, ala delta, etc.
- Áreas de actividad terrestres: zonas de escalada, espeología, senderos, campo a través (atletismo, BTT, ecuestre, esquí), rutas ecuestres, campos de caza, etc.